# (1802) Zhang Heng
(1802) Zhang Heng – planetoida z grupy pasa głównego planetoid okrążająca Słońce w ciągu 4 lat i 290 dni w średniej odległości 2,84 au Została odkryta 9 października 1964 roku w Obserwatorium Astronomicznym Zijinshan w Nankinie. Nazwa planetoidy pochodzi od Zhang Henga (78-139), starożytnego chińskiego astronoma. Przed nadaniem nazwy planetoida nosiła oznaczenie tymczasowe (1802) 1964 TW1.